# Роленслав
Роленслав (пол. Roląsław) — польский дворянский герб.

## Описание
Щит рассечен на лазурь и серебро. Под крылатым всевидящим оком в правом поле — два золотых снопа один над другим лежащее, в левом — пара волов.
На щите дворянский коронованный шлем. Нашлемник: три страусовых пера. Намёт на щите лазоревый, подложенный серебром и золотом.
Герб Соцько внесен в Часть 2 Сборника дипломных гербов Польского Дворянства, невнесенных в Общий Гербовник.

## Герб используют
Яков Соцько, г. Роленслав, владелец поместья Turzec в подольском воеводстве, 31.03 (12.04).1820 жалован дипломом на потомственное дворянское достоинство Царства Польского, за заслуги в области земледелия.